# Tadžikistan
Tadžikistan, službeno Republika Tadžikistan, država u središnjoj Aziji, bez izlaza na more. Graniči na sjeveru s Kirgistanom, na istoku s Kinom, na jugu s Afganistanom i na zapadu s Uzbekistanom. Tadžikistan je jedna od 15 država nastalih raspadom Sovjetskoga Saveza.

## Zemljopis
Tadžikistan je kontinentski zatvorena zemlja u srednjoj Aziji. To je najmanja zemlja srednje Azije.

Tadžikistan je planinska zemlja. Planine zauzimaju 93 % površine i pripadaju lancima Pamir, Altaj i Tian Shan. Najveći dio je unutar planinskog lanca Pamir. Planine su mlade nabrane. Najviši vrh zemlje, Vrh Ismaila Samanija, sa 7495 m je bio najviši vrh cijelog Sovjetskog Saveza i do 1998. se zvao Vrh Komunizma. Drugi vrh po visini je Vrh Ibn Sine koji se do 2006. zvao Vrh Lenjina. Skoro trećina teritorija nalazi se iznad 3000 m. U istočnom dijelu Pamira je jezero Karakul koje je nastalo u meteorskom krateru.
Ravnice su prisutne na sjeveru i jugozapadu. Na sjeveru Tadžikistan ulazi u Fergansku dolinu. To je najveća i najnaseljenija dolina srednje Azije uz rijeku Sir-Darju. Na Sir-Darji je umjetno jezero Kayrakum. Dolina je podijeljena između Uzbekistana, Tadžikistana i Kirgistana. Na jugozapadu je dolina uz rijeku Amu-Darju koja teče graničnim prostorom Tadžikistana i Afganistana. U Amu-Darju se ulijevaju rijeke Vahš i Pjandž. Rijeka Vahš teče planinskim prostorom, te ima velik hidroenergetski potencijal. Brana Nurek je s 300 m visine najviša brana na svijetu. U izgradnji je brana Rogun koja će biti viša od nje.
Klima je kontinentalna s nedostatkom padalina. Prevladava stepa koja djelomično prelazi u pustinju. Osnovni uzrok nedostatka padalina je velika udaljenost od mora zbog koje oblaci ne mogu doći do Tadžikistana. Ferganska dolina ima više padalina i velike godišnje razlike temperature. Viši planinski dijelovi imaju niže temperature.

## Povijest
Područje današnjeg Tadžikistana bilo je dio Perzijskog Carstva. U tom prostoru su bile perzijske pokrajine Baktrija i Sogdijana. Taj prostor je osvojio Aleksandar Veliki i osnovana je Grčkobaktrijska država. Arapi su osvojili ovo područje u 7. i 8. stoljeću i donijeli islam. Domaća dinastija Samanida vladala je zemljom i okolnim područjima u 10. stoljeću i današnji Tadžikistan smatra je svojim pretkom začetnikom.
U sljedećih pola tisućljeća Tadžikistanom su vladali Gaznavidi, Mongoli i Timuridi, nasljednici Timur Lenka. Od početka 16. stoljeća Tadžikistan je bio dio Buharskog Kanata koji je 1868. postao vazalna država Ruskog Carstva.
Nakon dolaska boljševika na vlast Tadžici su isprva dobili autonomnu republiku u okviru Uzbekistana, a od 1929. svoju vlastitu saveznu republiku. Područja u kojima su živjeli Tadžici nije bilo lako razgraničiti od uzbečkih, pa su dva velika središta tadžičke kulture, Buhara i Samarkand, kao i oko milijun etničkih Tadžika ostali unutar Uzbekistana.
Nakon neovisnosti u zemlji je izbio građanski rat između plemenskih frakcija s navodnom podrškom Rusije i Irana. Mnogi Rusi napustili su Tadžikistan tijekom godina rata, koji je okončan potpisivanjem prekida vatre 1997. Slično drugim zemljama Središnje Azije, predsjednik Emomali Rahmon je na vlasti praktički od neovisnosti zahvaljujući ustavnim promjenama koje su mu omogućile ponavljanu kandidaturu na izborima na kojima obično pobjeđuje s velikim postotkom osvojenih glasova. Predsjednik se do 2007. prezivao Rahmonov, a tada je odlučio da odustane od ruskog nastavka -ov koji nije u duhu tadžičke kulture, a isto je preporučio ostalim stanovnicima.

## Državno uređenje
Tadžikistan je predsjednička republika s velikim ovlastima predsjednika koji se bira na redovnim izborima. Predsjednik imenuje premijera. Postoji dvodomni parlament (Majlis-Oli). Predsjednik Emomalii Rahmon je na vlasti od 1992. godine.

## Stanovništvo
Tadžici, većinska etnička skupina, govore jezikom srodnim perzijskom i dariju u Afganistanu. Za razliku od većine Iranaca po religiji su muslimani suniti (u Iranu prevladavaju šijiti). U zemlji živi i značajna uzbečka manjina. Broj Rusa se smanjuje zbog emigracije natrag u Rusiju.
Najgušće je naseljena Ferganska dolina. Planinski prostori su rijetko naseljeni. U planinskom prostoru većina stanovnika živi u dolinama između planina. Izrazito je velik prirodni prirast stanovništva (rodnost 27 promila, a smrtnost 7).

## Gospodarstvo
Tadžikistan je bio najslabije razvijena republika bivšeg SSSR-a, a i danas spada među najsiromašnije zemlje svijeta. Najviše se uzgaja pamuk koji je značajan izvozni proizvod. Još se uzgajaju žitarice i voće. U planinama prevladava stočarstvo. Rudna bogatstva su slabo iskorištena. Vrlo je značajna proizvodnja električne energije zbog brojnih hidroelektrana (u Tadžikistanu postoje neke od najvećih brana na svijetu). Najvažnija industrija je proizvodnja aluminija koji čini glavninu izvoza. Razvijena je tekstilna i prehrabena industrija. Nakon završetka rata 1997. gospodarstvo ubrzano raste, ali BDP je još uvijek prilično nizak (u 2004. 1.100 USD po stanovniku, mjereno po PPP). Gospodarski je najrazvijenija Ferganska dolina.

## Sport
Tadžikistanska nogometna reprezentacija postigla je najveći uspjeh  prvim plasmanom na Azijsko nogometno prvenstvo 2023. pod hrvatskim izbornikom Petrom Šegrtom. Nakon prolaska skupine u kojoj su bili i: Katar, Kina i Libanon, u osmini finala pobijedili su reprezentaciju Ujedinjenih Arapskih Emirata na jedanaesterce.

## Vanjske poveznice
Sestrinski projekti
|  | Zajednički poslužitelj ima stranicu o temi Tadžikistan    |
|  | Zajednički poslužitelj ima još gradiva o temi Tadžikistan |
|  | Wječnik ima rječničku natuknicu Tadžikistan               |